# Jacob Cats (artiste)
Jacob Cats, né le 11 juin 1741 à Altona (Holstein-Glückstadt) et mort le 9 novembre 1799 à Amsterdam, est un peintre paysagiste, dessinateur et graveur à l'eau forte.

## Biographie
Jacob Cats naît le 11 juin 1741 à Altona. Il est le fils de Johannes Cats, un libraire hollandais. Selon  l’historienne Jane Shoaf Turner, le père de Jacob Cats quitte l'Allemagne pour s'installer à Amsterdam après la mort de sa seconde épouse, peu après la naissance de Jacob. Selon Gerharda Hermina Marius, il arrive avec ses parents, à un âge précoce, à Amsterdam.
Jacob suit une formation de relieur et de graveur, d'abord auprès d'Abraham Starre, puis de Pieter Louw.
Après une formation complémentaire auprès du dessinateur Gerard van Rossum (c. 1690-1772), il devient peintre en papier peint dans l'entreprise de Jan Hendrik Troost van Groenendoelen. Il décide de créer sa propre entreprise de papiers peints et est aidé financièrement par un parent, Willem Writs, et deux amis du monde de l'art, Johannes Goll et Jan de Bosch.
Il est célèbre pour ses paysages avec des animaux, et laisse quelques gravures. Il dessine les tableaux célèbres pour les collectionneurs Egl Sluyter et Dauzer Nyman.
Jacob Cats meurt le 9 novembre 1799 à Amsterdam.

## Œuvres
- Six estampes montées sur papier fort et reliées en 1 volume pet. in-fol. dos de mar. rouge[1].
- Paysage avec un berger gardant des moutons. Annoté au verso : « Gedagten in Febr. 1789. » Encre de Chine (H 20, L 29 cm)[7].
- Scène d'hiver 1790. Pinceau, encre brune, lavis gris et aquarelle sur papier vergé, 11,6 x 18 cm. National Gallery of Art, Washington[8].
- Farmsted, 1777[5].